# Nakayama Gishū

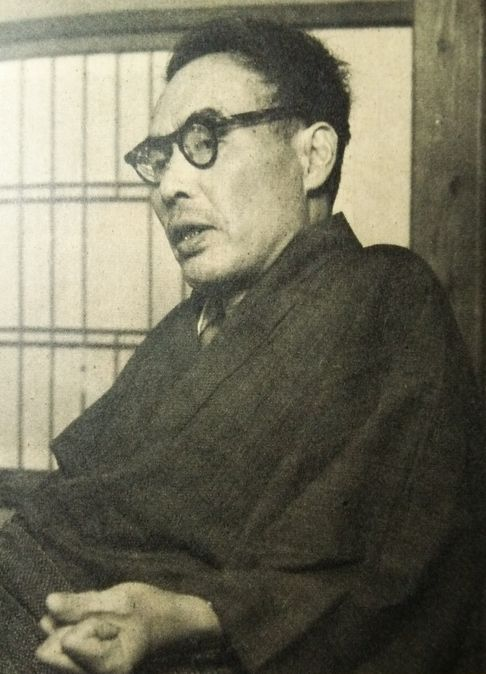
Nakayama Gishū

Nakayama Gishū (japanisch 中山 義秀, bürgerlich: Nakayama Yoshihide (中山 議秀); * 5. Oktober 1900 in Shirakawa; † 19. August 1969) war ein japanischer Schriftsteller.

## Leben und Wirken
Nakayama gründete während seiner Studienzeit an der Waseda-Universität mit Yokomitsu Riichi und anderen das Literaturmagazin Tō (塔), in dem seine erste Erzählung Ana erschien. Nach dem Studium unterrichtete er bis 1933 an einer Mittelschule. 1938 veröffentlichte er eine Sammlung von Kurzgeschichten unter dem Titel Denkō. Im Folgejahr gewann er mit Atsumonozaki den Akutagawa-Preis. Mit Werken wie Ishibumi, Seifū Sassa und Fūsō etablierte er sich als Meister der Kurzgeschichte.
Nach dem Zweiten Weltkrieg entstanden historische Romane, u. a. über den Samurai Akechi Mitsuhide. Außerdem verfasste Nakayama eine Reihe von Essays.
Kurz vor seinem Tod im Jahr 1969 konvertierte der Autor zum Christentum.

## Werke (Auswahl)
- Ana (穴), Erzählung
- Denkō (電光), Kurzgeschichten
- Atsumonozaki (厚物咲), Novellette
  - Atsumonozaki oder die geliehene Dankbarkeit. Übersetzt von Daniel Sandmann. S.Sagenhaphter Verlag, Dresden 2013, ISBN 978-3-943230-02-4
- Ishibumi (碑), Kurzgeschichte
- Seifū Sassa (清風颯々), Kurzgeschichte
- Fūsō (風霜), Kurzgeschichte
- Zanshō (残照), Roman
- Shinobu no Taka (信夫の鷹), Roman
- Hirade Zoshū (平手造酒), Roman
- Shin Kengōden (新剣豪伝), Roman
- Shōan (咲庵), Roman
- Hanazono no Shisaku (花園の思索), Essay
- Futatsu no Shōgai (二つの生涯), Essay
- Watakushi no Bundan Fūgetsu (私の文壇風月), Essay